# Hârlău
Hârlău é uma cidade da Romênia com 12.260 habitantes, localizada no judeţ (distrito) de Iaşi.